# Josip Černe
Josip Černe, též Jožef Černe (1815–1870), v německých pramenech Josef Černe, byl rakouský státní úředník a politik slovinské národnosti, během revolučního roku 1848 poslanec Říšského sněmu.

## Biografie
V roce 1848 působil jako aktuár první třídy na ostrově Lošinj. V březnu 1850 se uvádí jako okresní asesor I. třídy pro okres Gorice-venkov. Byl tehdy převeden ve stejné pozici do Koperu. V roce 1854 byl jmenován okresním adjunktem. Do té doby byl okresním soudním asesorem. V roce 1859 ho státní ročenka uvádí jako adjunkta a samostatného vedoucího právního úřadu na smíšeném okresním úřadu v Kanal ob Soči.
Během revolučního roku 1848 se zapojil do veřejného dění. V doplňovacích volbách 11. prosince 1848 byl zvolen na ústavodárný Říšský sněm poté, co rezignoval dosavadní poslanec Josip Doljak. Zastupoval volební obvod Gorice-venkov a Kanal ob Soči (Canale). Do sněmu nastoupil v lednu 1849.
Jeho bratr Anton Černe (1813–1891) byl rovněž poslancem Říšského sněmu.